# 유체 정역학

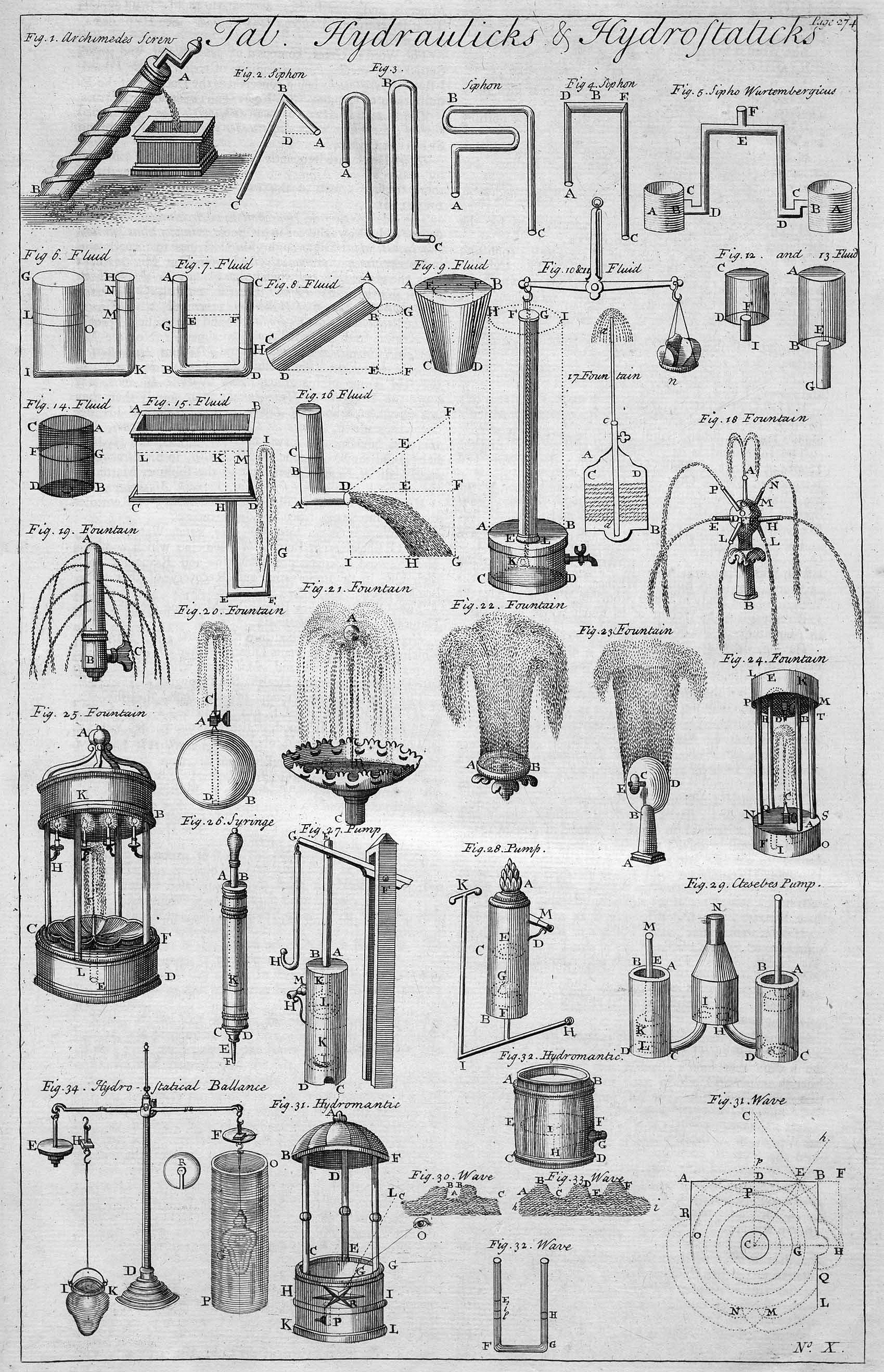
1728년 Cyclopædia의 수력학 및 정역학 표

유체 정역학(流體靜力學, fluid statics 또는 hydrostatics)은 정지 상태에 있는 액체를 다루며, 역학적인 유체에 작용하는 힘으로 인한 정적 평형 상태의 계를 분석한다. 유체 역시, 모든 구성 입자들에 대해 주어진 힘이 크기는 같고 방향은 반대인 힘과 서로 상쇄될 때 정지한 상태가 된다. 힘이 같지 않다면 유체는 알짜힘의 방향으로 이동할 것이다. 이러한 개념은 1647년 프랑스의 수학자, 철학자인 블레즈 파스칼에 의해 정립되어, 파스칼의 법칙으로도 잘 알려져 있다. 이 법칙은 수역학(水力學)의 기초이다. 갈릴레오 갈릴레이 또한 유체정역학의 아버지로 알려져 있다.

## 정지 유체의 압력
유체는 평형 상태에서 층밀림 변형력을 유지할 수 없다는 특징을 가지고 있다. 이러한 특징은 기체, 액체, 그리고 소성체 고체의 성질로, 용기에 담았을 때 그 용기의 형태를 가지는 성질을 의미한다.
따라서 유체는 접촉면에 대해 수직 방향으로의 변형력만 작용할 수 있고, 이에 따른 압력은 정적인 유체에 대해 모든 방향으로 동일하게 작용한다.
파스칼의 법칙은 용기 등에 의해 둘러싸인 유체에 대해, 유체에 작용하는 힘은 유체 전체에 대해 동일한 압력으로 퍼진다는 것을 알려준다.

### 유체 정지 압력
유체 정지 압력(hydrostatic pressure, 정수압)
자유수면 아래에 정지해 있는 작은 정육면체 모양의 물을 생각해 보면, 정육면체 위의 물의 무게는 정육면체의 압력에 의해 평형이 이루어 져야 한다. 무한히 작은 정육면체를 생각하면, 이 무게, 즉 유체정지 압력은 다음과 같이 표현될 수 있다.
{\displaystyle \ P=\rho gh}
여기서
P = 유체 정지 압력 (단위 파스칼)
ρ = 물의 밀도 (단위 kg/m3)
g = 중력 가속도
h = 정육면체에서 자유 수면까지의 높이 (단위 m)
일반적으로 유체의 밀도는 온도의 함수이고, 압축성 유체의 경우에는 압력의 함수가 된다.

### 기압
맥스웰-볼츠만 분포는 일정한 온도 T 안의 기체에 대해 그 밀도 ρ가 높이 h의 함수가 된다는 것을 알려준다.
{\displaystyle \rho (h)=\rho (0)e^{-gh/kT}},
여기서 k는 볼츠만 상수이고 g는 중력 가속도이다.

### 부력
유체에 가라앉는 고체는 밀려난 유체의 무게와 같으며 방향은 위쪽인 부력을 가진다. 이것은 유체 내에서 유체 정역학의 결과이다.
예를 들어 컨테이너선의 경우, 밀려난 물에 의한 부력과 그 무게가 평형을 이루고 있기 때문에 물에 뜰 수 있다. 만약 배에 더 많은 화물을 실을 경우 배의 더 많은 부분이 물에 잠기겠지만, 더 많은 양의 물이 밀려나기 때문에 부력이 더 커져서 여전히 배는 물에 떠있을 수 있게 된다.
부력의 법칙을 처음으로 발견한 것은 아르키메데스이다.

#### 안정성
물에 뜨는 물체가 약간의 변위에 대해 평형 위치로 돌아오려고 할 경우 안정적이라고 할 수 있다. 예를 들어, 물에 떠 있는 물체가 수직 방향으로 안정성을 가진다면, 이 물체를 아래 방향으로 약간 누르면 더 큰 부력이 생기고, 이로 인해 부력이 물체의 무게와 평형을 이루지 않기 때문에 위쪽으로 떠오르려 하게 된다.
회전 안정성은 함선이 뜨게 하는 데에 중요한 역할을 한다. 작은 각 변위에 대해 함선이 원래의 위치로 돌아오면 안정적이고, 원래의 위치에서 멀어져버리면 불안정적이며, 움직인 그대로 있으면 중립적이다.
회전 안정성은 물체 위의 힘 작용선에 의존한다. 물체에 작용하는 위쪽 방향의 부력은 유체의 밀려난 부피의 무게중심에 대한 기울중심 높이를 따라 작용한다.

## 같이 보기
- 스탈링 방정식(Starling equation)
- 유변학